# Jana Kirschner
Jana Kirschner (29 de diciembre de 1978) es una cantante de Eslovaquia. Debutó en 1996, con su primer sencillo del álbum debut, Jana Kirschner, lanzado en 1996. Ganó cuatro premios ZAI, incluidos el artista nuevo del año (1997), Álbum y Artista musical del año respectivamente (1999) y Cantante femenina del año (2000).

## Discografía
- Jana Kirschner (1996)
- V cudzom meste (2000)
- Pelikán (2002)
- Veci čo sa dejú (2003)
- Shine (2007)
- Krajina rovina (2010)
- Moruša: Biela (2013)
- Moruša: Čierna (2014)
- Moruša: Remixed (2015)